# Мацько Віталій Петрович
Віта́лій Петро́вич Мацько́ (24 квітня 1952, с. Шрубків, Летичівський район, Хмельницька область) — український письменник. Член Національної спілки письменників України (2000), Національної спілки журналістів (1984).

## Біографія
1969 року закінчив середню школу в Меджибожі. У 1970—1972 роках служив в армії (Московський військовий округ ППО; Москва, Балахна).

1973 року закінчив Хмельницький технікум радянської торгівлі. Працював продавцем у Хмельницькому, майстром будівельного управління «Спецбудмеханізація». З 1982 року працював в редакціях районних газет Хмельниччини, з 1992 року й досі — в системі вищої школи (старший викладач, доцент, професор).
1988 року закінчив факультет журналістики Київського державного університету імені Тараса Шевченка.

Працював кореспондентом районної газети «Прибузька зоря» (Хмельницький), заступником редактора газети «Колгоспне життя» (Ізяслав). 

Учасник ліквідації наслідків аварії на Чорнобильській АЕС. Нагороджений орденом «За заслуги» III ступеня (2007), церковним орденом Рівноапостольного князя Володимира (2002).

У 1990—1994 роках жив у Кам'янці-Подільському. Працював у газеті «Кам'янець-Подільський вісник»: заступник редактора, виконувач обов'язків редактора. Одночасно за сумісництвом викладав на філологічному факультеті Кам'янець-Подільського педагогічного інституту (нині Кам'янець-Подільський національний університет), упродовж 1994—2012 рр. у Хмельницькому інституті післядипломної педагогічної освіти був методистом, ст.викладачем, доцентом, завідувачем кафедри. Із 2012 р. — професор, завідувач кафедри української мови і літератури Хмельницької гуманітарно-педагогічної академії. Головний редактор фахового збірника наукових праць «Філологічний дискурс». Доктор філологічних наук (2010), професор (2013).

Десять років на громадських засадах очолював Хмельницьке обласне товариство «Просвіта» (1994—2005)..

## Творчість
Поетичну творчість розпочав 1969 року: перший вірш «Іде весна» надруковано 31 травня 1969 р. в летичівській районній газеті «Колгоспна правда». Активно займається краєзнавством, академічним літературознавством. Автор низки статей багатотомної Української літературної енциклопедії, Енциклопедії Сучасної України (ЕСУ). 

Співавтор збірки нарисів «Дзвони пам'яті» (К.: Рад.письменник, 1990), «33-й голод» (К, 1991), в яких широко представлено Хмельниччину. В альманасі «Буяння» (Кам.-Под., 1992) надруковано повість В.Мацька «Напиши мені у вічність» — про Героя Радянського Союзу Олега Онищука, в журналі «Доля» (Хм., № 6, 1996) надрукував біографічний нарис «Семен Сумний», в альманасі «Автограф» — оприлюднено новелети (Хм., 2012. — С.95-102). Разом з В.Горбатюком упорядкував книжку Герася Соколенка «Мечів ніжнотонних яса» (Хм., 2007), упорядкував і видрукував двокнижжя діаспорного письменника Олександра Смотрича (Флорука-Флоринського; 1922—2011) «Подорож у країну ночі» (Хм., 2010) та «Скупі вірші» (Хм., 2011), упорядкував книжку «Він з нами був: Борис Мамайсур у спогадах і листах» (Хм.: ФОП Цюпак А.А, 2013), упорядкував зб.оповідань В. М. Перепелюка «Чому плакав лось?» (Хм., 2014).

Автор різножанрових праць, що вийшли окремим виданням: «Літературне Поділля» (Хм.,1991), «Вбите коріння» (повість-есе; Хм, 1992), «Голод на Поділлі» (ред.-упорядник; Кам.-Подільський, 1993), «Злотонить» (нариси, літер.-критичні статті; Кам.-Подільський, 1994), «Кузьма Гриб» (нарис; Хм., 1995), «Володимир Герасименко» (нарис; Хм., 1995), «Зелений Мис» (поезії), «Шевченко у серці моїм» (поема), «Кость Солуха» (краєзнавча розвідка; всі — Хм.,1996), «Чародій дива калинового» (нарис про Д.Білоуса), «Словник літературознавчих термінів Івана Огієнка» (обидві — Хм.,1997), «Друковане слово Поділля», «Повна бібліографія праць Івана Огієнка» (обидві — Хм., 1998), «Під небом України» (поезії; Хм., 1999), "Гомін віків: укр.літ-ра давньої доби в наук. дослідж. І.Огієнка (монографія; друге вид., доп.), «Михайло Драгоманов і медієвістика» (монографія; обидві — Хм.,2000), «Білий цвіт на калині: літературно-мистецьке життя української діаспори» (Хм.: Просвіта, 2001), «Кипариси Магнесії» (драматичні поеми; Хм., 2002), «Злотонить-2: проза українського зарубіжжя» (Хм. : Просвіта, 2003), «Квітень» (поезії; Хм., 2007), «Українська еміграційна проза XX століття» (монографія; Хм., 2009), «Українська мова: навч.посібник» (Льв., 2009; друге вид.— Льв., 2018), «Василь Зборовець: життя і наукова діяльність» (у співавторстві з проф. І. В. Зборовцем; Хм.,2011), «Sententia sidus (думок сузір'я)» (поезії; Хм.: ПП Цюпак А.А, 2012), «Мовний орнамент в ліричній прозі Ігоря Качуровського» (Хм.: ФОП Цюпак А. А., 2013), «Мирон Степняк: епістолярний та літературно-критичний дискурс» (Хм.: видавець ФОП Цюпак А. А., 2013), «Шевченкіана Хмельниччини» (Хм.: видавець ФОП Цюпак А. А., 2014), «Семен Сумний» (Хмельницький: ФОП Цюпак А. А., 2014), «Сивина» (повість, новелети; Ужгород: вид-во Олександри Гаркуші, 2015).

Переклав окремі вірші з нім., болг., рос. мов, що увійшли до книги «Літературне Поділля», з рос.переклав роман В'ячеслава Єзерського «Шевченко» (Хм.: Просвіта, 2007). Автор роману «Катарсис» (Хмельницький: ФОП Цюпак А. А., 2015), збірки оригінальної і перекладної прози «Запросини» (Хмельницький: ФОП Цюпак А. А., 2016), «Українська література: людина-світ-час» (літературозн. студії; Хм.: ФОП Цюпак А. А., 2017), «Стерта рима» [Архівовано 21 січня 2021 у Wayback Machine.] (поезії; Ужгород: вид-во Олександри Гаркуші, 2017),  «Епістолярний материк». Том. 1. (Хм.: ФОП Цюпак А. А., 2018. 448 с.), драматичні твори, поезії «Сентенції Орфея» (Вінниця: ТОВ НІЛАН-ЛТД, 2020),  «Епістолярний материк». Том 2. (Вінниця: ТОВ НІЛАН-ЛТД, 2023. 384 с.), "У праці п'ю жагучу насолоду" (переклади, біобібліографія, відгуки; Вінниця: ТОВ НІЛАН-ЛТД, 2024. 296 с.). Здійснив переклад з болг. збірки поезій: Пламен Дойнов. "Крик блискавки" ( Вінниця: ФОП Корзун Д.Ю., 2024. 32 с.); Дойчин Дойнов. Земні стежки: Вінниця, 2025. 32 с.
Премії
- Хмельницька обласна літературна премія імені Микити Годованця (2003);
- Хмельницька обласна премія імені Григорія Костюка (2005);
- Хмельницька обласна літературна премія імені Тараса Шевченка (2007);
- Хмельницька обласна наукова премія імені Миколи Дарманського (2016);
- Всеукраїнська премія імені Івана Огієнка (2017).
- Хмельницька міська премія імені Богдана Хмельницького (2017)